# Чиофани, Даниэль
Даниэль Чиофани (итал. Daniel Ciofani; род. 31 июля 1985, Авеццано, Абруцци) — итальянский футболист, нападающий клуба «Кремонезе». Брат — Маттео Чиофани, является защитником «Пескары».

## Биография
Чиофани родился в Авеццано. Выступал за молодёжную команду «Пескары». Дебют в профессиональном футболе состоялся в сезоне 2003/04 в игре Серии В. Летом 2006 года перешёл на правах аренды в клуб «Челано». В январе 2008 года его контракт был выкуплен клубом «Джела» из Серии С2.
С 2008 года по 2011 год выступал за римский «Атлетико» (до 2010 года клуб назывался — «Сиско»). Летом 2011 года за 600 тысяч евро его контракт выкупила «Парма». В течение двух сезонов выступал на правах аренды за «Губбио» и «Перуджу».
Летом 2013 года стал перешёл в стан «Фрозиноне». Свой первый гол в Серии А он забил 28 октября 2015 года в матче против «Карпи» (2:1).

## Достижения
- Победитель Серии B: 2014/15